# ناتورجي

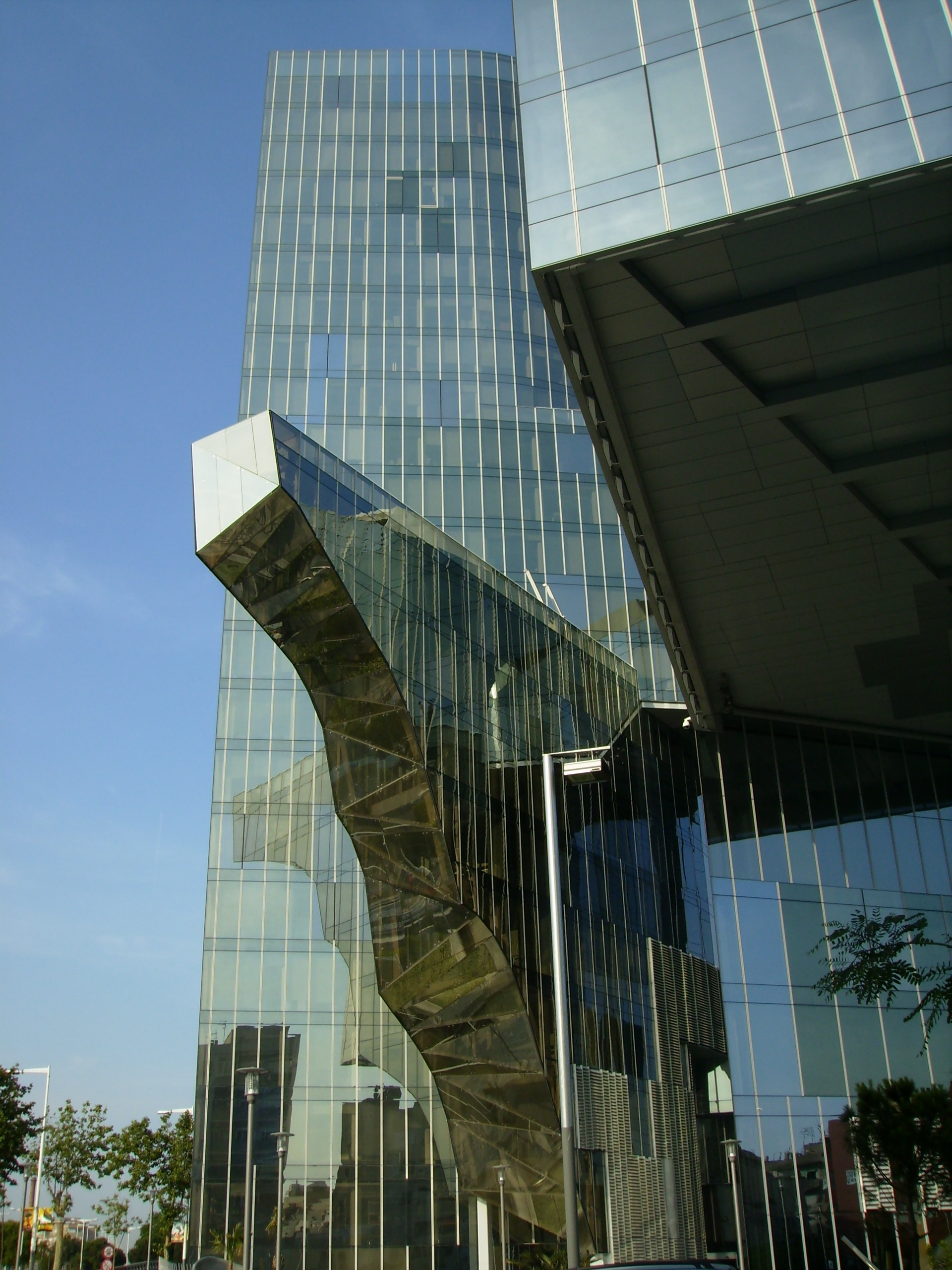
المقر الرئيسي لجاز ناتورال في برشلونة.

'جاز ناتورال ، اسمها التجاري جاز ناتورال فنوسا (تلفظ بالإسبانية: ‎/ˈɡaz natuˈɾal feˈnosa/‏)، هي شركات مرافق غاز طبيعي إسپانية تعمل بصفة أساسية في إسپانيا لكنها تمتلك أيضاً مشروعات في بلدان مثل إيطاليا، المكسيك، كولومبيا، الأرجنتين، بورتو ريكو، مولدوفا والمغرب. اهتماماتها الرئيسية موزعة على الغاز الطبيعي في إسپانيا، إيطاليا وأمريكا اللاتينية، توليد وتجارة الكهرباء في الأسواق الإسپانية المحررة مؤخراً بالإضافة لپورتو ريكو، وإدارة البنية التحتية للغاز.
لگاز ناتورال ما يقارب من 10.000.000 عميل و6.700 موظف، يعمل منهم حوالي 50% في إسبانيا. المقر الرئيسي للشركة في برشلونة.
من أكبر حاملي الأسهم في المجموعة البنك الإسپاني لا كاشا وربسول الكبرى للنفط.
استحوذت المجموعة على شركة المرافق يونيون فنوسا مقابل حوالي 16.8 بليون يورو في 2009.
ثم قامت شركة إني الإيطالية بشراء 50% من شركة يونيون فينوسا العالمية، مما يجعلها مساهماً بنصف حصتها في معمل إسالة الغاز في دمياط.

## المقرات الرئيسية
المبنى الجديد للشركة، صممه المعماري إنريك ميرالس وبندتا تاگليابوه، ويقع في لا بارشلونتا، ضاحية في منطقة سيوتات ڤلا، بالقرب من الواجهة البحرية لبرشلونة. أفتتح رسمياً في 2008.

## معمل الإسالة في دمياط
- المصرية الإسبانية للغاز

## معرض الصور

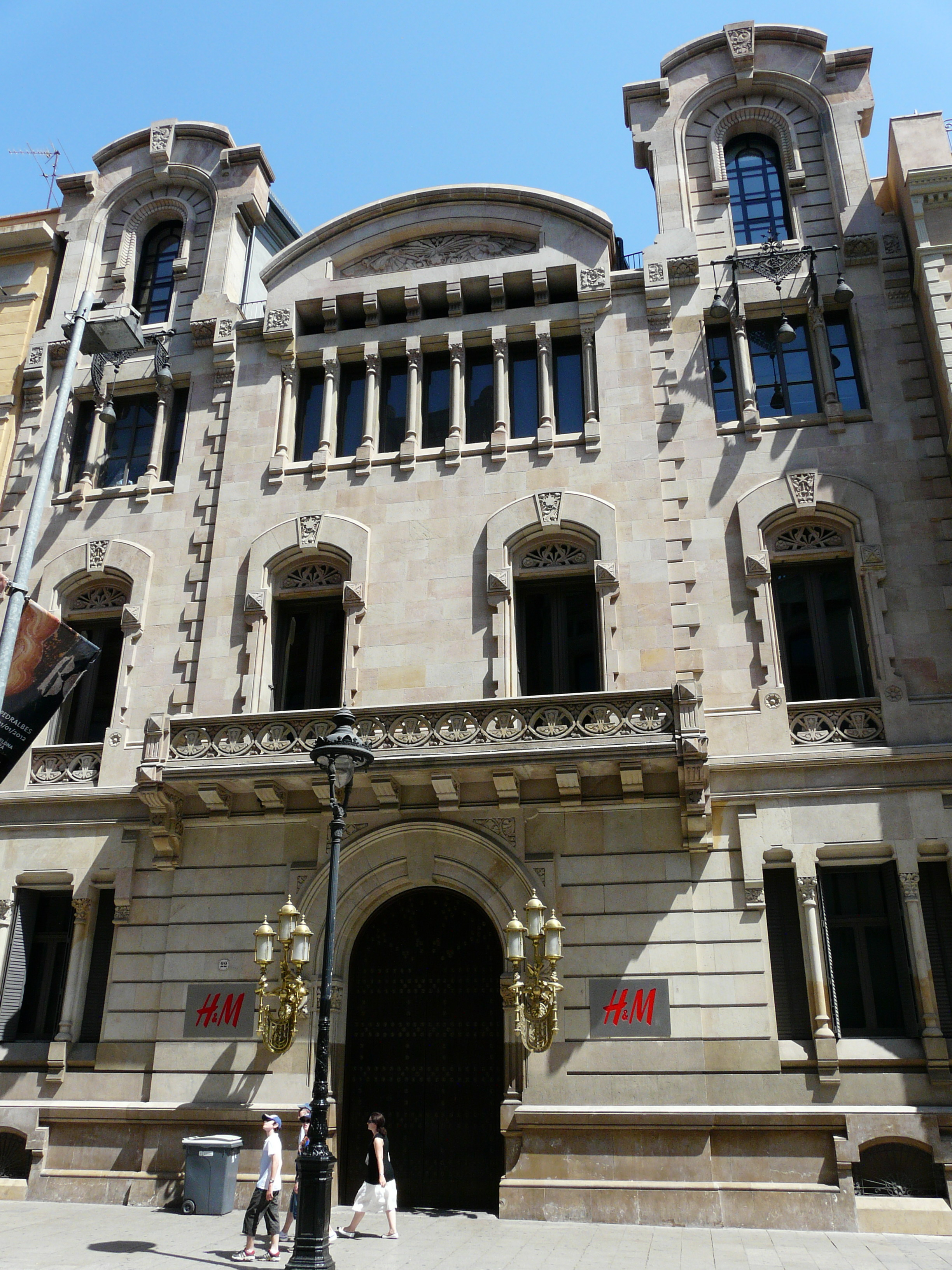
المقر التاريخي لشركة قطالونيا للغاز والكهرباء
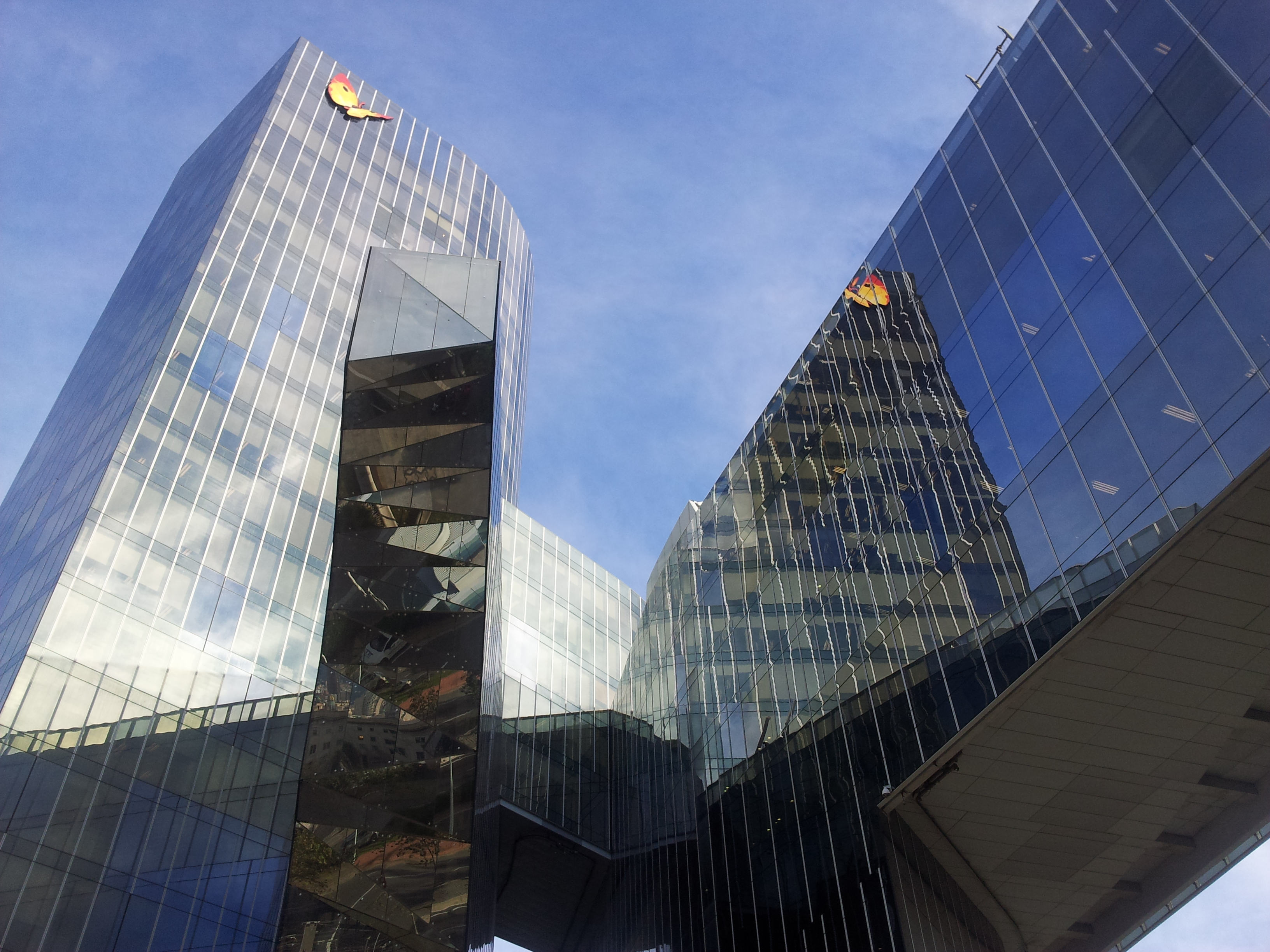
المقر الرئيسي لگاز ناتورال في برشلونة.
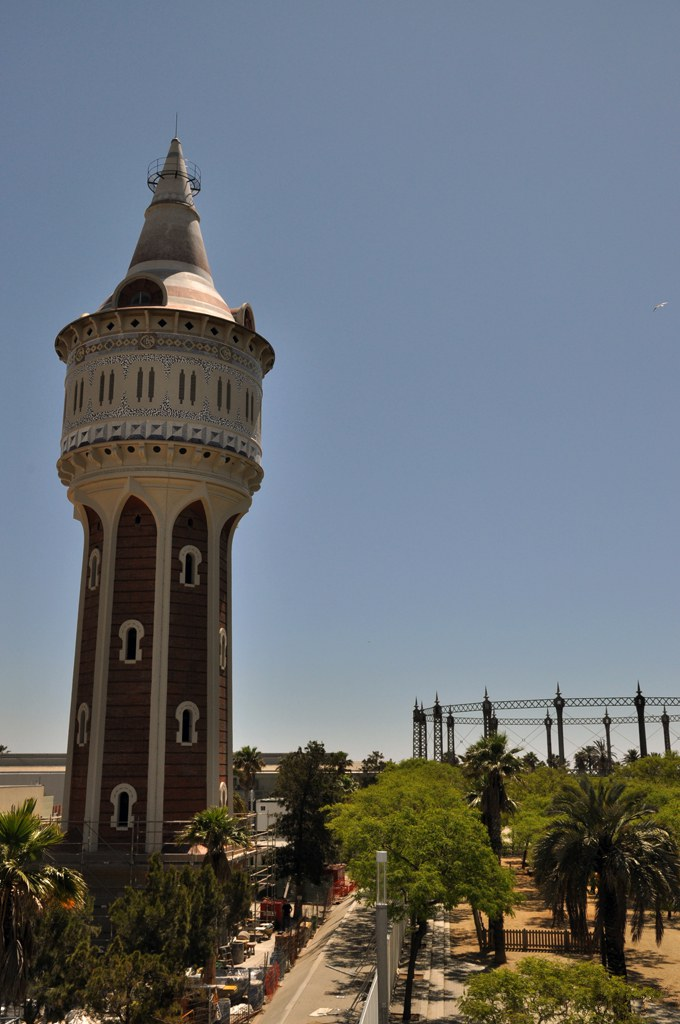
Torre de la antigua Catalana de gas en برشلونة
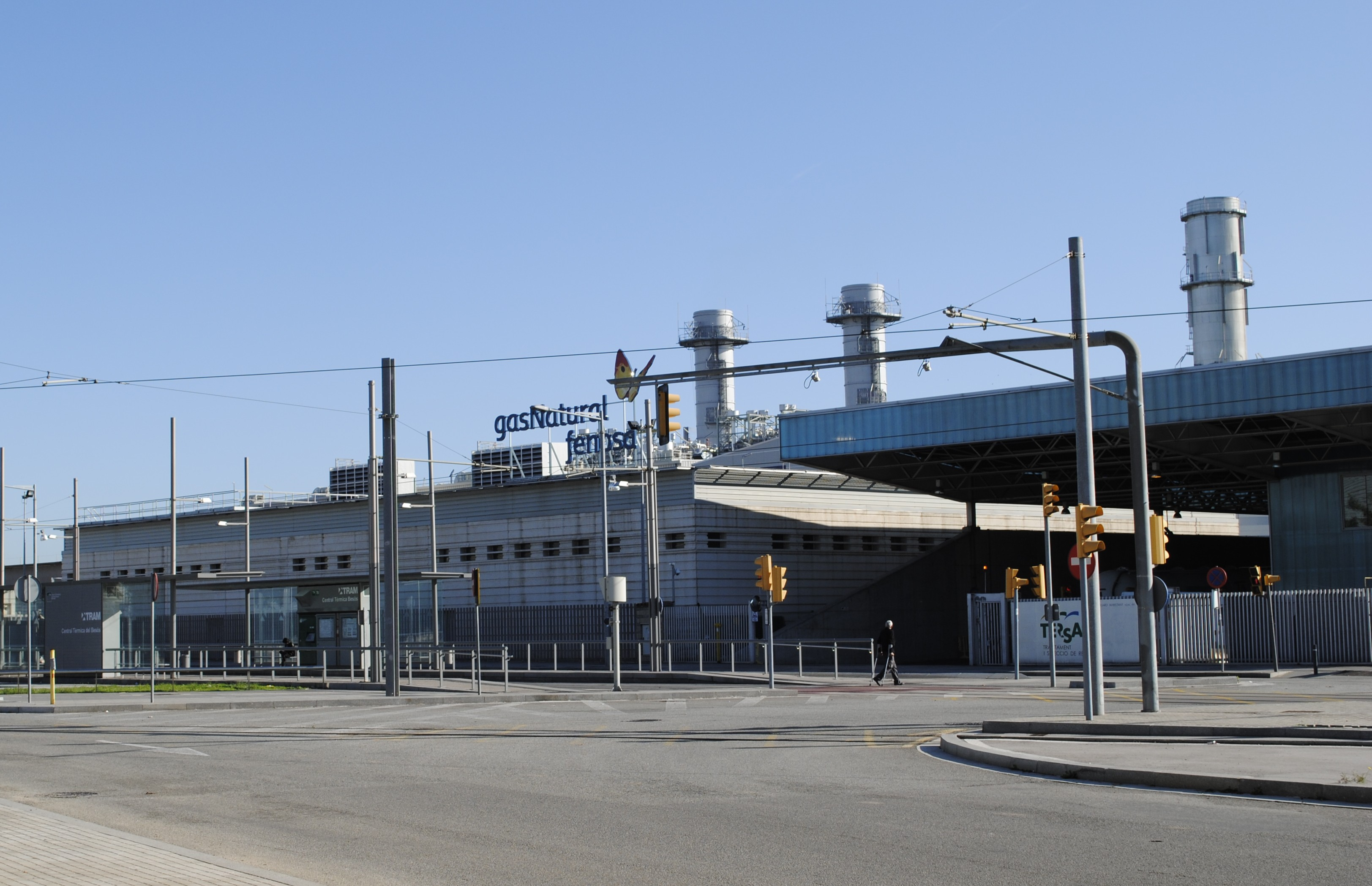
Central térmica de ciclo combinado de la compañía en سان أدريان دي بيزوس compartida al 50 % con Endesa
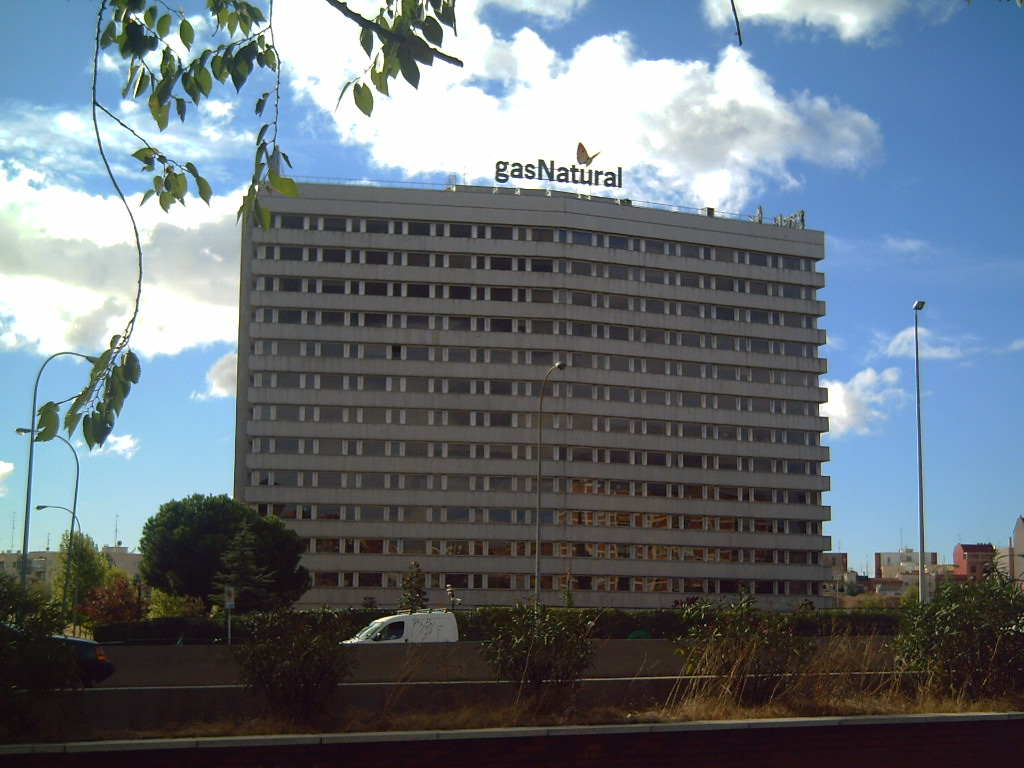
گاز ناتورال فنوسا في مدريد.

## وصلات خارجية
- الموقع الرسمي